# Лінчбург (Огайо)
Лінчбург (англ. Lynchburg) — селище (англ. village) в США, в округах Гайленд і Клінтон штату Огайо. Населення — 1510 осіб (2020).

## Географія
Лінчбург розташований за координатами 39°14′24″ пн. ш. 83°47′20″ зх. д. / 39.24000° пн. ш. 83.78889° зх. д. (39.240086, -83.788999).  За даними Бюро перепису населення США в 2010 році селище мало площу 2,45 км², з яких 2,43 км² — суходіл та 0,02 км² — водойми.

## Демографія
Згідно з переписом 2010 року, у селищі мешкало 1499 осіб у 575 домогосподарствах у складі 397 родин. Густота населення становила 611 особа/км².  Було 654 помешкання (267/км²).
Расовий склад населення:
| - 98,8 % — білих |

До двох чи більше рас належало 0,9 %. Частка іспаномовних становила 0,8 % від усіх жителів.
За віковим діапазоном населення розподілялося таким чином: 27,4 % — особи молодші 18 років, 58,6 % — особи у віці 18—64 років, 14,0 % — особи у віці 65 років та старші. Медіана віку мешканця становила 35,5 року. На 100 осіб жіночої статі у селищі припадало 90,0 чоловіків;  на 100 жінок у віці від 18 років та старших — 88,4 чоловіків також старших 18 років.
Середній дохід на одне домашнє господарство  становив 46 994 долари США (медіана — 40 368), а середній дохід на одну сім'ю — 49 206 доларів (медіана — 39 167). Медіана доходів становила 36 131 долар для чоловіків та 34 306 доларів для жінок. За межею бідності перебувало 16,3 % осіб, у тому числі 23,0 % дітей у віці до 18 років та 8,8 % осіб у віці 65 років та старших.
Цивільне працевлаштоване населення становило 556 осіб. Основні галузі зайнятості: виробництво — 24,5 %, освіта, охорона здоров'я та соціальна допомога — 21,9 %, транспорт — 11,3 %, роздрібна торгівля — 9,7 %.